# Мовчазна зірка (фільм, 1960)
«Мовчазна зірка» (нім. Der Schweigende Stern, пол. Milcząca gwiazda) — науково-фантастичний художній фільм 1960 року спільного виробництва НДР і Польщі, знятий режисером Куртом Метцігом за романом Станіслава Лема «Астронавти».

## Сюжет
На будівництві в пустелі Гобі знайшли циліндр, на якому у вигляді магнітних імпульсів були записані дані про хімічний склад Землі. Вивчаючи цю знахідку радянський вчений, професор Арсеньєв, встановлює, що вона впала на Землю з потерпілого аварію космічного корабля, що летів на нашу планету з Венери. Вісім учених з різних країн вирішують вирушити на Венеру в радянському космічному кораблі «Космократор-1». Корабель здійснює посадку в пустельній місцевості, члени експедиції починають дослідження. Мешканців Венери вони не зустрічають, але зате стикаються з незрозумілими спорудами штучного походження, установками, напівзруйнованими, але частково працюючими в автоматичному режимі з невідомою метою. Зрештою люди знаходять місто — зруйноване вибухами величезної енергії.
Знайдені в місті і сховищі в горах записи, зроблені тим же способом, що і запис на котушці, яка знайдена на Землі, проливають світло на таємницю. Виявляється, жителі Венери обігнали землян в технічному розвитку і як мінімум до початку XIX століття вже заволодіти атомною енергією і почали будувати міжпланетні кораблі. Тоді вони і придумали свій план захоплення Землі. Вони створили гігантські випромінювачі заряджених частинок, щоб обстріляти Землю, генератор антигравітації, щоб виводити в космос велику кількість кораблів. Однак на останньому етапі реалізації плану на Венері почалася внутрішня війна, що тривала кілька десятиліть і яка призвела до повного занепаду. На початку XX століття одна зі сторін була настільки впевнена в успіху, що відправила на Землю корабель для попередньої розвідки, але через кілька років (в ті ж роки, коли на Землі йшла перша світова війна) Венера загинула.

## У ролях
- Ігнацій Маховський — професор Солтик, польський провідний інженер експедиції
- Йоко Тані — доктор Суміко Огімура, японський медик
- Гюнтер Зімон — німецький пілот Роберт Брінкман
- Юліус Онгеве — Талу, африканський ТВ-технік
- Олдріх Люкес — професор Герінгвей, американський атомний фізик
- Михайло Постніков — радянський космонавт Арсеньєв (Орлов в американському прокаті)
- Курт Ракельманн — професор Сікарна, індійський математик
- Тань Хуа-Та — доктор Чен Ю, лінгвіст
- Люцина Вінницька — журналістка телебачення
- Едуард фон Вінтерштайн — атомний фізик
- Рут Марія Кубічек — дружина космонавта Арсеньєва
- Ева-Марія Гаґен — репортер